# Punk Mária
Pesti Gáborné Punk Mária (Kistelek, 1971. március 26.) költő és drámapedagógus.

## Életpályája
1971-ben született Kisteleken. Tanulmányait Szegeden a Vasvári Pál Közgazdasági Szakközépiskolában folytatta, majd a Kecskeméti Tanítóképző Főiskolán, és a váci Apor Vilmos Katolikus Főiskolán diplomázott óvodapedagógusként és drámapedagógusként.
2002 óta foglalkozik amatőr színjátszással. 2004-ben Liszkai Tamással megalapította Szegeden a Paraliturgikus Kutatások Műhelyét, amelynek keretén belül tréningeket és nyitott workshopokat szervez Jerzy Grotowski színészpedagógiája alapján, illetve liturgikus drámákat visz színre Szegeden, s az ország számos pontján.
Dráma- és színházpedagógiai szemléletére Grotowski mellett elsősorban a világhírű japán rendező, Szuzuki Tadasi színháza hat. 2008-ban Wrocławban tanítványa volt Przemyslaw Blaszczaknak, a Teatr ZAR színészének.
Punk Mária nevéhez fűződik a rituálpedagógia elméleti és gyakorlati módszerének kidolgozása, amely egy új, alternatív színházművészeti nevelésmódszertan a drámapedagógiához hasonlóan. A rituálpedagógia a rítusok szimbólumvilágát, az ősi mítoszok, archetípusok és vallási szertartások cselekvéseit használja fel az ember fejlesztésében. Lényege a testi - vokális technika és a metafizikai tapasztalatok viszonyában végzett személyiségfejlesztés kutatása. Céljában hasonló a drámapedagógiához, mert egyetemesen felkínálható minden résztvevő számára, de eszköztára annyiban más, ahogy a dráma és a rítus különböznek egymástól. A rítus ősi motívumokkal dolgozik, nyelve szimbolikus és abszurd egyszerre, értelmezési tere nem csak az emberi kapcsolatok (pl. egyén és egyén, egyén és társadalom viszonya), hanem a transzcendensre való nyitottság (akár az emberi kapcsolatokon belül), mint amilyen a beavatási és átmeneti periódusok megtapasztalása az élet során, stb. Ez határozza meg az alkalmazott technikát is.
A mozgásszínház és a művészi hangtechnika legalapvetőbb elemei által egy gazdagabb test-, mozgás- és hangkultúra világába vezetik be az embert, és megteremtik az alapokat a transzcendenssel való kapcsolat rituális formája felé, amely a testi jelenlét és testtartás, a mozdulatok, a gesztusok, a hétköznapitól elérő beszédtechnika, a csönd és zeneiség által egy ősi, az egész személyiséget igénybe vevő hitvilág és vallási érzék részesévé teszi az embert. Nem jelenetek és szerepjáték jellemzi verbális és non-verbális együttes hatásában, hanem abszurd típusjáték plasztikus megtervezettségben.
2002 óta ír verseket, melyekben a kiútkeresés, a magányosságérzet, az emberi értékek radikális képviselete néhol szürke tónusú, mégis reménykedő hangja szólal meg. Határozottsága és kérlelhetetlensége az önmegadás határaira került ember vitalitását fejezik ki. Egy erős akaratú ember vallomásait képviseli minden egyes sora, amely képes leszámolni mindenekelőtt önmagában a megalkuvásokkal terhelt emberi determinizmussal, a mentegetőzéssel, a végzetszerűség túl kényelmes és felelősség-hárító érvrendszerével. Alkalmazott képei szigorúak, zordak, számon kérők. Megragadják és fogva tartják az embert, hogy döntésre kényszerüljön. Szándéka a zsoltárokkal rokon motívumot tükrözi: mélyre vezeti az olvasót, mégsem hagyja őt magára kellemetlen érzéseivel. Szelíd megnyugtatás helyett azonban cselekvést követel. Hiszi, hogy bátorság nélkül a világ nem változik meg sem bennünk, sem körülöttünk.
Gyermekversei a vidéki élet megismeréséhez adnak betekintést, főképp természeti jelenségekről és állatokról szólnak ritmusos, humoros hangvétellel.
Férje Pesti Gábor; két fiúgyermek édesanyja.

## Publikációk (válogatás)
- Ki hiszi? : versek. Szeged; Röszke : Paraliturgikus Kutatások Műhelye, 2008. 33 p. ISBN 978-963-06-4146-3
- Azért…: versek. Szeged ; Röszke : Paraliturgikus Kutatások Műhelye, 2009. ISBN 978-963-06-7437-9
- „Sztanyiszlavszkij és Jerzy Grotowski színészpedagógiájának összehasonlító elemzése”, in: Alapvetés – Tanulmányok Jerzy Grotowski Laboratórium Színházáról (szerk. Liszkai Tamás), Paraliturgikus Kutatások Műhelye - Katolikus Ifjúsági Alapítvány, Szeged 2009. ISBN 978-963-06-7606-9[3]
- A rituális színház nyomában. Kritika, 2009. december[4]
- Brummogóra cammogóra. Szeged, Bába Kiadó, 2010. 67 p. ISBN 978 963 9881 82 2
- Fázom. Versek; Paraliturgikus Kutatások Műhelye, Röszke–Szeged, 2010
- Párizsi etüdök. Szeged, Bába Kiadó, 2011. ISBN 978 963 319 044 9
- Új álmok. Versek; Paraliturgikus Kutatások Műhelye, Röszke–Szeged, 2011
- Rituális technikák a színházpedagógiában. Szeged, Bába Kiadó, 2012. ISBN 978 963 319 061 6
- Bocskor Bocs. Szeged, Bába Kiadó, 2012. ISBN 978 963 319 057 9
- Sacramentum; Bába, Szeged, 2012
- Három csikó. Szeged, Bába Kiadó, 2013. ISBN 978 963 319 079 1
- Tükör-kép-telenül. Füveskönyv; Punk Mária, Kistelek, 2015
- A rituális kompetencia. Tanulmányok, játékok és gyakorlatok a rituálpedagógia módszertanához; Szt. Gellért, Szeged–Bp., 2016
- A kővé vált királylány. Mesék kicsiknek és nagyoknak; Üveghegy, Százhalombatta, 2017

## Színpadi játékok
- Fabula rasa (2002, 2003, 2005), színész – felújítva: 2008, színész, rendező
- Fabula matris (2004, 2005), színész, rendező – felújítva: 2007, színész, rendező
- Fabula patris (2006), színész
- Fabula recta (2009), színész, rendező
- Fabula rata (2009), színész, rendező – felújítva: 2010, színész, rendező

## Társasági tagság
- Paraliturgikus Kutatások Műhelye (alapító tagok Liszkai Tamás és Punk Mária)[5]
- Szegedi Szilánkok

## Külső hivatkozások
- Fabula Rata II. - a Paraliturgikus Kutatások Műhelye – Grotowski-labor előadása[halott link]
- Rusz Sándor élete (1972-2010) Megemlékezések, köztük Pesti Gáborné Punk Máriáé